# Шлірбах (Люцерн)
Шлірбах (нім. Schlierbach LU) — громада  в Швейцарії в кантоні Люцерн, виборчий округ Зурзее.

## Географія
Громада розташована на відстані близько 60 км на північний схід від Берна, 25 км на північний захід від Люцерна.
Шлірбах має площу 7,2 км², з яких на 6,5% дозволяється будівництво (житлове та будівництво доріг), 62% використовуються в сільськогосподарських цілях, 31,3% зайнято лісами, 0,1% не є продуктивними (річки, льодовики або гори).

## Демографія
2019 року в громаді мешкало 921 особа (+32,5% порівняно з 2010 роком), іноземців було 9,1%. Густота населення становила 128 осіб/км².
За віковим діапазоном населення розподілялося таким чином: 25% — особи молодші 20 років, 61,2% — особи у віці 20—64 років, 13,8% — особи у віці 65 років та старші. Було 347 помешкань (у середньому 2,6 особи в помешканні).
Із загальної кількості 202 працюючих 67 було зайнятих в первинному секторі, 52 — в обробній промисловості, 83 — в галузі послуг.